# СТБ
«СТБ» (расшифровывается как Світ телебачення с укр. — «Мир телевидения») — украинский общенациональный телеканал.
Входит в медиаконгломерат «StarLightMedia».

## История
Впервые вышел в эфир 2 июня 1997 года. Основателями канала являются ЗАО «Международный медиацентр» и корпорация «Интерньюс Нетворк» (США).
С 1997 года СТБ контролировался Владимиром Сивковичем, которому собственно и принадлежит идея создания канала на базе инфраструктуры, созданной «Интерньюс-Украина», команды, которая с сентября 1996 года (на частотах «УТ-2») создавала новости под названием «Вікна», и дополнительных возможностей компании «ПроТБ». Текущий менеджмент совершал Николай Княжицкий.
В первые месяцы своего существования канал ориентировался в первую очередь на молодёжь в возрасте 30—45 лет и был известен новостными выпусками «Вікна» (рус. «Окна»), юмористическим «Шоу долгоносиков», хит-фабрика «ШиШ», программы «КіН» (новости культуры), «О кино», «Cinemateka», «Импреза», ток-шоу Марии Бурмаки, аналитической программе Николая Княжицкого «Вікна-тижневик», авторская программа Виталия Портникова «Персона» и др.
Канал позиционировал себя как независимый от власти и одновременно использовался Владимиром Сивковичем как способ решения собственных коммерческих проблем. В 1999 году это привело к конфликту с окружением президента Леонида Кучмы, вследствие которого контроль над СТБ перешёл к структурам близким к российской корпорации «Лукойл». Главой правления канала в конце 1999 года стал Алексей Федун.
2000 год стал годом реорганизации, подъёма и постановки канала на коммерческие рельсы, а сам бренд был расширен и усилен. Одновременно, как и раньше, делалась ставка на информационное вещание, которое в условиях усиления политического давления на медиа сохраняло подчёркнуто объективный характер и удерживало высокий рейтинг доверия среди зрителей. Программы «Вікна. Новини», «Вікна. Бізнес», «Вікна. Столиця», «Вікна. Кримінал», «Вікна. Спорт» и «Вікна. Опівночі» стали визитной карточкой СТБ. Руководителем информационной службы с начала 2000 года стал Юрий Горбань.
В мае 2000 года программу «Вікна» зарегистрировали как торговую марку, которая до сих пор принадлежит телеканалу СТБ. В 2001 году была зарегистрирована торговая марка «СТБ» и, по инициативе Романа Скрыпина и при поддержке днепропетровского частного предпринимателя Вячеслава Черкашина, телеканал СТБ получил первый на Украине домен в сети Интернет в доменной зоне .ua — stb.ua.
В 2002 году с внедрением системы тотальной цензуры политическое давление на «Вікна» усилилось. В знак протеста против этого часть журналистов покинула канал. Руководство СТБ приняло решение сократить объём информационного вещания. Во второй половине 2003 года произошло довольно радикальное переформатирование, а главными «фишками» канала стали общенациональный чемпионат по стриптизу и реалити-шоу «Дом», «Голод» и скандальная программа «Запретная зона». Как следствие, рейтинги канала упали — с 4,9 % до 3,6 % доли по результатам 2003 года. Представители «Лукойла» начали искать желающих купить СТБ.
В 2004 году контроль над каналом окончательно перешёл к структурам, близким к Виктору Пинчуку. Вместо Федуна правление СТБ возглавил Владимир Бородянский, который ранее работал начальником отдела управления медиа-активами украинского «Альфа-банка» («Новый канал», «Наше радио — Украина», «Московский комсомолец в Украине»). Канал снова начали переформатировать — на этот раз на познавательно-развлекательный. В этом году во время «Оранжевой революции» на Украине СТБ старался придерживаться нейтральной позиции.
С 25 октября 2004 года телеканал вещает круглосуточно.
В начале 2006 года кресло начальника информационной службы СТБ Юрия Горбаня занял Алексей Мустафин, который в мае 2011 года перешёл на позицию руководителя департамента документальных и публицистических проектов СТБ.
Переформатирование канала дало результат. По результатам 2004 года доля СТБ составила 3,71 %, уже в 2005 г. достигла 5,2 %, 2006 — 6,05 %, 2007 — 6,7 %, 2008 — 7,75 %, 2009 — 8,27 %, 2010 — 9,82 % (2-е место среди телеканалов, транслирующихся на Украине).
Канал был одним из немногих, который начал использовать в новостных передачах Харьковское правописание в 2009 году.
В 2012 году телесмотрение СТБ составило 9,8 % по аудитории 18+ (3-е место в стране), 10,8 % по аудитории 18—54 (2-е место в стране) и 10,76 % по аудитории 14—49 (1-е место в стране) по году (данные пиплометрической панели GfK Ukraine, 50 тыс.+).
С 1 декабря 2015 года канал вещает в формате 16:9.
В первом полугодии 2016 года доля СТБ составила 10,2 % по целевой аудитории 14-49 города 50 и 9,9 % по коммерческой аудитории 18—54 города 50+.
В 2017 году доля СТБ составила 9,06 % по целевой аудитории 18—54.
В связи с вторжением России на Украину с 24 февраля по 17 апреля 2022 года телеканал круглосуточно транслировал информационный марафон «Единые новости». В эфире отсутствовала реклама.
С 18 апреля 2022 года телеканал возобновил самостоятельное вещание, изменив программную сетку: из эфира исчезли русскоязычные программы и советские фильмы. С конца 2022 года телеканал дублирует русскоязычный контент программ на украинский язык.

## Достижения и награды телеканала
В 2005 году СТБ получил звание «Прорыв года», и был признан «телеканалом с наиболее динамичным развитием» на Украине по результатам Всеукраинского конкурса средств массовой информации «Золотое перо».
В 2005 году телеканал СТБ стал призёром Первого Евразийского конкурса «Внешность телеканала-2005» сразу в двух номинациях. В номинации «Лучший проморолик фильма или сериала» СТБ получил второе место за проморолик к сериалу «Четыре танкиста и собака». В номинации «проморолик документальной или научно-популярной программы» каналу СТБ досталось третье место за работу «Весь мир. Тайны древних империй», созданный для анонсирования ряда документальных фильмов, которые транслируются на СТБ.
В 2005 году передача «Документальный детектив» получила диплом Всеукраинского ежегодного конкурса средств массовой информации «Золотое перо-2005» в номинации «Лучшая программа телевидения про правопорядок».
В 2006 году коллектив программы «Вікна-Новини» получил очередное признание своего профессионализма — награду «Золотое Перо» Всеукраинского ежегодного конкурса средств массовой информации.
В 2007 году телеканал СТБ стал победителем ежегодной телевизионной премии «Телетриумф-2007» в номинации «Информационная передача». На церемонии награждения «Вікна-Новини» признали лучшей новостной программой на украинском телевидении. Кроме этого, программа «Вікна-Новини» телеканала СТБ стала обладателем титула «Фаворит телепрессы». Эта награда была присуждена в рамках премии «Телетриумф» впервые в этом году, а имя победителя определили украинские медиа-эксперты.
Премию «Телетриумф» программа «Вікна» получила и в 2011 году, когда генеральным продюсером по информационно-аналитическому вещанию канала стал Михаил Ермолаев.
Дважды — в 2010 и 2011 годах специальный приз «Телетриумфа» получал руководитель СТБ Владимир Бородянский.
В 2012 году «Телетриумф» получил проект «X-Фактор. Революция» как лучшая форматная программа. Продюсерскую команду проекта «Зважені та щасливі» («Взвешенные и счастливые») в составе Галина Пилютикова, Руслан Городничий, Алексей Гладушевский, Юрий Кирпик назвали лучшей продюсерской группой телепрограммы. Статуэтку «Телетриумфа» как лучший режиссёр-постановщик телевизионной программы получила Ксения Бугримова («Холостяк»), а как оператор-постановщик — Алексей Коваленко («Танцуют все!-4»). Также за работу над проектом «Х-фактор. Революция» на «Телетриумф»-2012 получила награду «стилист года» Ольга Слонь.

## Логотип
Телеканал сменил 6 логотипов. Нынешний — 7 й по счёту.
С 1997 по 1998, с 1999 по 2001 и с 2004 по настоящее время стоит в правом верхнем углу. С 1998 по 1999 и с 2001 по 2004 год стоял в левом верхнем углу.
- Со 2 июня 1997 по 10 февраля 1999 года логотипом была большая белая буква «С», в центре была белая замочная скважина, рядом слово «ТБ» белого цвета. Находился в правом верхнем углу. Во время программ канала «REN-TV» логотип перемещался в левый верхний угол. С 1 марта 1998 по 10 февраля 1999 года логотип переместился окончательно в левый верхний угол. В новогоднее время в 1997—1998 и 1998—1999 годах была белая буква «С» в виде снежинки и в центре была белая замочная скважина.
- С 11 февраля 1999 по 30 ноября 2000 года логотипом был бордово-фиолетовый прямоугольник с большой белой буквой «С», в центре была белая замочная скважина, рядом слово «ТБ» белого цвета. Прямоугольник скрывал логотип «REN-TV». Находился в правом верхнем углу. В новогоднее время в 1999—2000 годах прямоугольник был тёмно-синего цвета, белая буква «С» была в виде снежинки и в центре была белая замочная скважина.
- С 1 декабря 2000 по 31 января 2001 года логотипом был тёмно-синий овал с белой буквой «С», в центре была белая замочная скважина и рядом слово «ТБ» белого цвета. Находился там же. В новогоднее время в 2000—2001 годах в овал была вписана только нежно-голубая буква «С» в виде снежинки, в центре была нежно-голубая замочная скважина, слово «ТБ» отсутствовало.
- С 1 февраля 2001 по 21 ноября 2004 года логотипом была серая перевёрнутая буква «С», в центре была серая перевёрнутая замочная скважина и логотип был полупрозрачным. Находился в левом верхнем углу. В новогоднее время в 2001—2002 годах — перевёрнутая буква «С» была в виде снежинки, в центре была серая перевёрнутая замочная скважина. В 2002—2003 годах — замороженная буква «С», в центре была белая замочная скважина. В 2003—2004 годах — перевёрнутая буква «С», в центре была серая перевёрнутая замочная скважина, была размещена на ёлочной ветке, рядом игрушки.
- С 22 ноября 2004 по 24 августа 2008 года логотипом был красно-коричневый квадрат с закруглёнными углами, внутри была белая буква «С», слева от него было слово «СТБ» белого цвета. Находился в правом верхнем углу. В новогоднее время в 2004—2005 и 2007—2008 годах на ёлочной ветке висел в виде игрушки красно-коричневый квадрат с закруглёнными углами, внутри была белая буква «С», слева было слово «СТБ» белого цвета.
- С 25 августа 2008 по 30 августа 2013 года логотипом был красный квадрат с закруглёнными углами, внутри белая буква «С», под ним подпись «Ти вдома» белого цвета. Находился там же. В новогоднее время в 2008—2009 и 2010—2011 годах был размещён в виде домика красный квадрат с закруглёнными углами, внутри белая буква «С», под ним подпись «Ти вдома» белого цвета.
- С 31 августа 2013 по настоящее время логотипом является красный квадрат с закруглёнными углами, внутри белая буква «С», под ним подпись «Можливо все!» белого цвета. Находится там же.

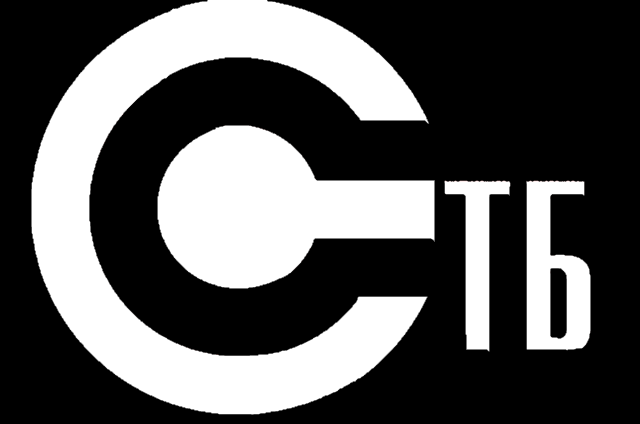
Первый логотип телеканала «СТБ» со 2 июня 1997 по 10 февраля 1999 года.
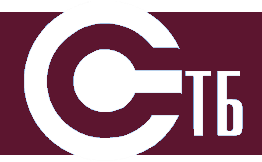
Второй логотип телеканала «СТБ» с 11 февраля 1999 до 30 ноября 2000 года.
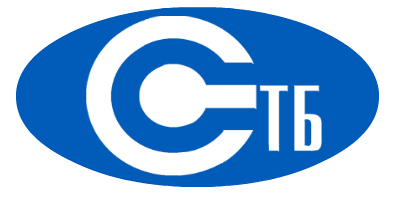
Третий логотип телеканала «СТБ» с 1 декабря 2000 по 31 января 2001 года.
Четвёртый логотип телеканала «СТБ» с 22 ноября 2004 по 31 августа 2008.
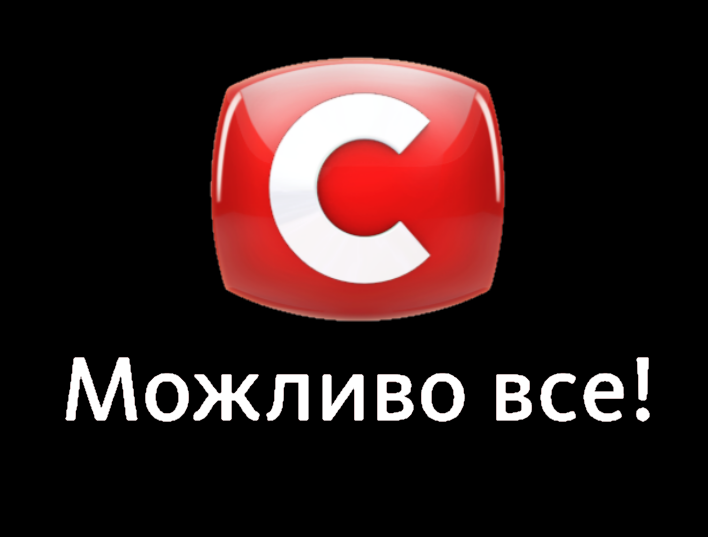
Пятый логотип телеканала «СТБ» с 31 августа 2013 по 19 октября 2020.
Шестой логотип телеканала «СТБ» с 20 октября 2020 по настоящее время.

## Собственные проекты телеканала

### Информационные программы
- Вікна-Новини (рус. Окна-Новости)

### Программы
- Битва экстрасенсов (укр. Битва экстрасенсов) (российская версия выходит на «ТНТ»)
- МастерШеф
- Холостяк/Холостячка
- Папа попал (рус. Папа попал) (раньше на телеканале «Ю»)
- Невероятная правда о звездах (укр. Неймовірна правда про зірок)
- Детектор лжи (укр. Детектор брехні)
- Тайны ДНК (укр. Таємниці ДНК) — ток-шоу (аналогия с российским ток-шоу «ДНК»)
- Супермама/Супербабушка
- Званый ужин (укр. Звана вечеря)
- Счастливы за семь дней (укр. Щасливі за сім днів)
- Проснись с Эктором (укр. Прокинься з Ектором)

### Архивные программы
- Один за всех с Сергеем Костырой (укр. Один за всіх) — воскресное остросоциальное ток-шоу (ранее с Дмитрием Карпачёвым, Михаилом Присяжнюком)
- Вікна-Спорт (рус. Окна-Спорт) (2000—2013)
- МастерШеф Дети (укр. МастерШеф. Діти) (2016—2017, также выходило на канале «Ю»)
- Параллельный мир (укр. Паралельний світ, также выходило на «ТВ-3»)
- Кулинарная династия (укр. Кулінарна династія)
- Моя правда
- Мой секрет с Машей Ефросининой
- Мистические истории (укр. Містичні історії)
- Неизвестная версия
- УсоЛапоХвост (укр. ВусоЛапоХвіст)
- Фермер ищет жену (укр. Фермер шукає дружину)
- В поисках истины (укр. У пошуках істини)
- Куб (также выходило на Первом канале)
- Прощение (укр. Прощення)
- Дорогая, мы убиваем детей (укр. Кохана, ми вбиваємо дітей)
- Танцы со звёздами (укр. Танці з зірками) (2011, также выходило на «1+1», «России-1»)
- Беременна в 16 (укр. Вагітна у 16) (также выходит на канале «Ю»)
- Спасите нашу семью (укр. Врятуйте нашу сім’ю)
- Танцуют все! (укр. Танцюють всі!) (2008—2016)
- Звёздная жизнь (укр. Зіркове життя)
- Давай одружимось с Оксаной Байрак (позже на «1+1», «К1» и «Интере», также выходит на «Первом канале»)
- За живое! (укр. За живе!)
- Караоке на Майдане (укр. Караоке на Майдані) (2009—2019)
- ЭксперименТЫ (укр. ЕксперименТИ)
- Сюрприз, сюрприз! (укр. Сюрприз, сюрприз!)
- Мирами за сокровищами (укр. Світами за скарбами)
- Украина имеет талант. Дети (укр. Україна має талант. Діти)
- Блюдо чести (укр. Страва честі)
- Вечер з Натальей Гариповой (укр. Вечір с Наталею Гариповою)
- Всё будет хорошо (укр. Все буде добре)
- Всё будет вкусно (укр. Все буде смачно)
- Ультиматум
- В этот миг через год (укр. Цієї миті рік потому)
- Взвешенные и счастливые (укр. Зважені та щасливі) (2011—2019, повторы также выходили на «СТС», позже на канале «Ю»)
- Х-Фактор (2010—2019)
- Украина имеет талант (укр. Україна має талант) (2009—2017, 2021)
- Криминальная Россия (также выходило на «Первом канале»)
- Русские сенсации
- Новые русские сенсации
- Едим дома! (также выходит на «НТВ»)
- Невеста для папы (укр. Наречена для тата)
- Следствие ведут экстрасенсы (укр. Слідство ведуть екстрасенси)
- О чём молчат женщины с Оксаной Байрак (укр. Про що мовчать жінки)
- Dizel Night — субботнее развлекательное шоу
- Я стесняюсь своего тела (укр. Я соромлюся свого тіла)
- Национальные отборы на Евровидение-2016, Евровидение-2017, Евровидение-2018, Евровидение-2019, Евровидение-2020 (укр. Національні відбори на Євробачення-2016, Євробачення-2017, Євробачення-2018, Євробачення-2019, Євробачення-2020)
- Танцы. World of Dance
- Утро в большом городе (укр. Ранок у великому місті)
- Адские муки (укр. Пекельні борошна) с Евгением Клопотенко

#### Новогодние проекты
- 31 декабря 1999 и 2000 — «Новогодняя ночь с BIZ-TV»
- 31 декабря 2001 — «Новый год on-line»
- 31 декабря 2002 — концерты «Кое-что о Новом годе» и «Лучшие хиты 2002 года»
- 31 декабря 2003 — новогоднее шоу «Ледовое побоище»
- 31 декабря 2008 — новогоднее шоу «Танцуют все!» и новогодний выпуск шоу «Суперстар-2008. Команда мечты».
- 31 декабря 2009 — «У Украины есть таланты. Кастинги»
- 31 декабря 2010 — «Х-фактор. Кастинги»
- 31 декабря 2011 — «Х-фактор. Революция». Гала-концерт и объявление победителей.
- 31 декабря 2016 — музыкальное шоу «Новый год на СТБ»
- 31 декабря 2017 — гала-концерт музыкального шоу «Х-фактор».
- 31 декабря 2019 — специальное шоу «Х-фактор. Гала-концерт».

### Сериалы

#### Транслируются
- Слепая (Украина) — драматический сериал, транслируется в дневном эфире (российская версия выходит на «ТВ-3»)
- Папаньки (ранее на «ICTV»)
- Крепостная

#### Архивные
- Наперекор судьбе (Преодоление) (16 серий)
- Девчата (4 серии)
- Найду пару любимому (4 серии)
- Кофе с кардамоном (10 серий)
- Счастье по рецепту (С чистого листа) (4 серии)
- Не отрекаются любя (4 серии)
- Родная мачеха (16 серий)
- Любовь без тормозов (16 серий)
- Цвет мести (24 серии)
- Пикник (8 серий)
- Неверная (16 серий)
- Всё не случайно (16 серий)
- Мой любимый друг (4 серии)
- Летний снег (4 серии)
- Гадалка (16 серий)
- Любовь Веры (8 серий)
- Авантюра на двоих (8 серий)
- Любовь на реабилитации (4 серии)
- Виновата любовь (4 серии)
- Пленница (8 серий)
- Мама (2 сезона, 8 серий)
- Счастлива вопреки (16 серий)
- Ой, мамочки!
- Общая терапия
- Позднее раскаяние
- Вангелия
- Самара
- Мама-детектив
- Скорая помощь
- Красные браслеты
- Метод Фрейда
- Когда мы дома
- Папа Дэн
- Смотрящая вдаль (12 серий)
- Сдаётся дом у моря (20 серий)
- Мой любимый гений (4 серии)
- Медовая любовь (4 серии)
- Любовь не делится на два (4 серии)
- Пять лет и один день
- Деревенщина
- Спешите любить
- Новогодний ангел
- Поделись счастьем своим (4 серии)
- Как долго я тебя ждала (20 серий)
- Одно сердце на двоих (Сердце Риты) (4 серии)
- Двое над пропастью (4 серии)
- Объятия лжи (8 серий)
- Цвет страсти (24 серии)
- Второй шанс на первую любовь (Первая любовь) (4 серии)
- Продаётся дом с собакой (4 серии)
- Мой мужчина, моя женщина (12 серий)
- Два полюса любви (Два берега надежды) (4 серии)
- У каждого своя ложь (12 серий)
- Отпуск в сосновом лесу (4 серии)
- Мой любимый враг (4 серии)
- Ничто не случается дважды (24 серии)
- Любовница в наследство (4 серии)
- Уравнение любви (8 серий)
- Здравствуй, папа! (4 серии)
- Жизнь прекрасна (4 серии)
- Солнечные дни (4 серии)
- Любовь с ароматом кофе (4 серии)
- И будут люди (12 серий)
- Поймать Кайдаша (12 серий)
- Зоя (8 серий, 2019)
- За витриной (16 серий)
- Швабра (2 сезона, 16 серий)
- Акушерка (12 серий, 2020)
- Предвзятое отношение (8 серий)
- Одна ложь на двоих (4 серии)
- Против течения (Водоворот) (10 серий)
- Мы больше, чем я
- Я всё тебе докажу (Старший следователь) (16 серий)
- Скажи только слово (4 серии)
- Любовь. Побочный эффект (Красота требует жертв) (4 серии)
- Исчезнувшая невеста (8 серий)
- Город влюблённых (20 серий)
- Садовница (4 серии)
- Выбор матери (16 серий)
- Джованни (30 серий)
- Дочки-матери (36 серий)
- С волками жить (8 серий)
- Загадка для Анны (15 серий)
- Жених
- Счастье по договору (4 серии)
- Любить и верить (4 серии)
- Пелена (10 серий)
- Жгучая месть
- Кафе на Садовой (4 серии)
- Список желаний (4 серии)
- Было у отца два сына (4 серии)
- Рецепт любви (4 серии)
- Снайперша (4 серии)
- Женить нельзя помиловать (4 серии)
- Тень любви (4 серии)
- Проводница
- Добежать до себя (4 серии)
- 40+, или Геометрия чувств (4 серии)
- След (Украина) — детективный сериал (российская версия выходит на «Пятом канале (Россия)»)

## Местные ретрансляторы
- ТВ Бердянск (Запорожская обл.)
- 23 канал (г. Днепр)
- СТБ-Николаев
- 49 канал (г. Одесса)
- Ника ТВ (Ровеньки)
- СТБ-Харьков
- СТБ-Херсон